# Distretto di Rong Kham
Il distretto di Rong Kham (in thailandese: ร่องคำ) è un distretto (amphoe) della Thailandia, situato nella provincia di Kalasin.